# Lynn Conway
Lynn Conway (Mount Vernon, 2 gennaio 1938 – Jackson, 9 giugno 2024) è stata un'informatica, inventrice e attivista statunitense.
Lavorò alla IBM negli anni Sessanta. A lei venne attribuita l'invenzione della Dynamic Instruction Scheduling (DIS), una caratteristica fondamentale dell'esecuzione fuori ordine, presente in quasi tutti i moderni processori per incrementare le performance.

## Biografia
Nel 1965 l'invenzione del sistema DIS rese possibile la creazione del primo computer superscalare. Lynn Conway contribuì alla sua costruzione.
Nel 1968 fu licenziata dalla IBM, dopo aver rivelato di essere transgender e di voler effettuare la transizione di genere. La Conway fece un primo tentativo di transizione già alla fine degli anni Cinquanta. A partire dal 1967 si sottopose alle cure di Harry Benjamin, pioniere nel trattamento dei disturbi dell'identità di genere, e completò il suo percorso di transizione con la riassegnazione chirurgica di sesso.
Prima della transizione la Conway si sposò nel 1963 ed ebbe due figlie. Dopo aver perso il suo lavoro all'IBM e la possibilità di vedere i suoi figli ricominciò da zero, lavorando come programmatrice a contratto. Per paura di rivivere l'esperienza umiliante del licenziamento all'IBM, decise di non rivelare la propria transessualità. Nel 1973 entrò al Centro di Ricerca Xerox di Palo Alto (PARC) e cominciò a lavorare sul VLSI design. In quegli anni scrisse con Carver Mead Introduction to VLSI Systems, un lavoro fortemente innovativo destinato a diventare un punto di riferimento per migliaia di progettisti di chip.
Nei primi anni Ottanta Lynn Conway lavorò per il DARPA e nel 1985 divenne professoressa emerita di ingegneria elettrica alla Università del Michigan; nel 1989 fu eletta alla National Academy of Engineering per i risultati ottenuti nel VLSI design.
Nel 1999, dopo che venne ricostruita la storia dei suoi primi lavori alla IBM, Lynn Conway decise di uscire allo scoperto e di fare coming out come donna trans. Da allora iniziò a occuparsi a tempo pieno dei diritti delle persone transessuali e transgender.
Lynn Conway morì a Jackson il 9 giugno 2024 a causa di una malattia cardiaca all'età di 86 anni.